# Tetramitia
A Tetramitia a Discoba Heterolobosea csoportjának egyik kládja, a Pharyngomonas nemzetség testvércsoportja.

## Történet
1993-ban írta le Thomas Cavalier-Smith az Adictyozoa alország Percolozoa törzse 1. altörzseként, és 2 főosztályt – a kizárólag a kizárólag a Percolomonadida rendet tartalmazó Percolomonadea osztályból álló Percolomonada, valamint a Schizopyrenida és Acrasida rendekből álló Heterolobosea sensu stricto és a kizárólag a Lyromonadida rendből álló Lyromonadea osztályokból álló Striatorhiza főosztályt – sorolt ide.
Adl  et al. 2019-es rendszertanában a Heterolobosea egyik kládja,, míg Cavalier-Smith utolsó, 2022-es rendszertanában az Eozoa Percolozoa törzsében szerepelt.
2025-ben Pánek  et al. egységes rendszertanát alkották meg: a Schizopyrenida kládjait több különböző rendbe és családba sorolták, a Vahlkampfiidae családot pedig módosították. 2025 augusztusában írták le Prokina  et al. a 18S rDNS alapján bazális Multisulcus malaysiensist.

## Genetika
A 18S rDNS Pharyngomonasban hiányzó 17-1-es hélixszakaszával rendelkezik, ennek segítségével azonosítható, illetve a Pharyngomonasszal szemben és a legtröbb eukariótához hasonlóan két peroxiszómás β-oxidációt katalizáló enzimet kódoló génje, a peroxiszómás multifunkciós fehérje (MFP) és a peroxiszómás ketoacil-koenzim A-tioláz (ACCA1) nem egyesült.
Egyes fajai, például a Selenaionea osztályban a Dactylomonas venusta magja és a Neovahlkampfia damariscottae mitokondriumai nem kanonikus genetikai kóddal rendelkeznek: a két faj egyik kanonikus stopkodonja, az UAG, illetve az UGA feltehetően a kodonütésmodellnek megfelelően lett glutaminhoz (Q), illetve triptofánhoz (W) rendelve. Nem ismert, mennyire elterjedt a kanonikustól eltérő genetikai kód a kládban.

## Filogenetika
Pánek  et al. 2025-ös rendszertana szerint 2 osztályra osztható, ezek a Selenaionea és az Eutetramitea. Utóbbi része a Naegleriida.
A Tetramitián belül ismeretlen helyzetű család, de feltehetően a Neovahlkampfiida tagja az Orodruinidae (= Gruberellidae), rend és család szintjén ismeretlen helyzetűek az Euplaesiobystra, Fumarolamoeba, Heteramoeba, Parafumarolamoeba, Paravahlkampfia, Oramoeba és Vrihiamoeba nemzetségek.
2025-ben Prokina  et al. felfedezték a Multisulcus malaysiensist, mely a Tetramitia bazális fajának bizonyult 18S rDNS-alapú rendszertan alapján.
Rendszertana:
|  | \| \| Eutetramitea \| \| \| \| \| \| Selenaionea \| \| \| \| |
|  |                                                              |
|  | Multisulcus                                                  |
|  |                                                              |
|  | Eutetramitea                                                 |
|  |                                                              |
|  | Selenaionea                                                  |
|  |                                                              |

|  | Eutetramitea |
|  |              |
|  | Selenaionea  |
|  |              |

## Morfológia
Legtöbb faja aerob, és ennek megfelelően hagyományos mitokondriumokkal rendelkezik, de a Dactylomonas, a Lyromonadida és Creneis anaerob, és mitokondriális eredetű sejtszervecskékkel rendelkezik, általában cristák nélkül.
Míg az Eutetramitea közös jellemzője a 4 párhuzamos centriólummal rendelkező ostoros életszakasz. Ostorszerkezete, ha van, sávos rizoplaszttal rendelkezik, de nincs C-rostja. A Selenaionea és a Multisulcus centriólumai viszont egymásra merőlegesek.
A Creneis alkalmanként több mint 10 ostorral rendelkezik, míg a Stephanopogon több tucattól több mint 100-ig terjedő számú ventrális ostorral rendelkezhet kevés dorzális ostorral.

### Amőba
Amőboid életszakasza általában hengeres állábakkal rendelkezik. Egyes fajokban ostoros amőboid életszakasz is előfordulhat, feltehetően az ehhez hasonló életszakaszok gyakoriak lehetnek.
Az Acrasidae egyes fajai termőtestet képezhetnek („sejtes nyálkagombák”).

### Ostoros sejt
Számos faja rendelkezhet rejtett ostoros életszakasszal, vagyis olyannal, melyben ostorspecifikus géneket expresszál. Az ismert ostoros életszakasszal rendelkező fajok általában 4 ostorral rendelkeznek vagy kinetidánként 2-vel. Egyes fajok több mint 10 ostorral rendelkeznek (például a Creneis, Stephanopogon nemzetségekben).
R1 ostorgyökere a Creneis és a Percolomonas kivételével nincs.
A Multisulcus malaysiensis különleges jellemzője, hogy ostoros életszakasza több ostorral és több sejtszájjal is rendelkezhet a 2 ostorú és 1 sejtszájú életszakasz mellett, és a Metamonada kládhoz hasonlóan van kariomasztigonta életszakasza. Ezenkívül ostorán proximális és disztális kiemelkedések egyaránt vannak.

## Életciklus
Számos faja életciklusa rejtett ostoros szakasszal rendelkezhet, mivel rendelkezik ostorspecifikus génnel, de egyes fajok, például a Dactylomonas nemzetségben, nem rendelkeznek ostorgénnel.
A Selenaionea ostoros szakasza elülső és hátulsó ostorokkal rendelkezik, alapi testei a Multisulcushoz hasonlóan egymásra merőleges centriólumokhoz kötődnek, míg az Eutetramitea ostoros szakasza párhuzamos centriólumokkal rendelkezik.
Egyes fajok, például a Percolomonas, nem rendelkeznek amőboid állapottal.
A Multisulcus malaysiensis életciklusa nem teljesen ismert, így az se, mi történik a többostorú életszakasz kétostorúvá válása során, viszont az igen, hogy a kariomasztigonta nem állandó, ott a két- és többostorú életszakaszok közel egyenlő gyakoriságúak, ahogy az is, hogy ostorszerkezete az életciklus során többször osztódik, ami összefügghet a Heterolobosea „kettős bikont” ostorszerkezetével, vagy annak akár előfeltétele lehet.

## Klinikai jelentőség

### Patogének
A Naegleria fowleri, a Tetramitus entericus és a Tetramitus fugosus opportunista patogén. A N. fowleri primer amőbás meningoencephalitist okoz, mely 90% feletti halálozási aránnyal jár, míg a Tetramitus a szemben él. Ezenkívül lehetséges – de 2021-ig nem bizonyított – patogén a PAravahlkampfia francinae is – egyetlen esetét 2009-ben írták le. Ezenkívül lehetségesek ugyan Vahlkampfia-fajként leírt egysejtűekkel való fertőzések, de ezek lehetnek más csoportok, például Tetramitus, Allovahlkampfia, Paravahlkampfia általiak is.

### Biocid fajok
A Willaertia magna termofil, 44 °C-on is nőni képes, nem patogén amőba. Bekebelez és megemészt több baktériumfajt is, így például a Legionella pneumophila ellen is hatásos lehet biocidként vagy biokontrollra. Ezenkívül több fungicid szereknek ellenálló növénypatogén – például a szójabab vagy a búza rozsdásodását okozó gombák – ellen is hatásos lehet.